# Judo op de Middellandse Zeespelen 2009
Judo is een van de sporten die beoefend werden tijdens de Middellandse Zeespelen 2009 in Pescara, Italië. Er waren veertien onderdelen: zeven voor mannen, zeven voor vrouwen.

## Uitslagen

#### Mannen
| Gewichtsklasse | Goud               | Zilver           | Brons                                 |
| -------------- | ------------------ | ---------------- | ------------------------------------- |
| – 60 kg        | Elio Verde         | Yann Siccardi    | Dimoukritos Manousaridis Fadi Darwish |
| – 66 kg        | Miloš Mijalković   | Ahmed Awad       | Francesco Faraldo Rok Drakšič         |
| – 73 kg        | Giovanni Di Cristo | Mohamed Riad     | Kiyoshi Uematsu Sezer Huysuz          |
| – 81 kg        | Aljaž Sedej        | Hatem Abdelakher | Safouane Attaf Antonio Ciano          |
| – 90 kg        | Ilias Iliadis      | Mohamed El Assri | Lorenzo Bagnoli Lyes Bouyacoub        |
| – 100 kg       | Ramadan Darwish    | Cyrille Maret    | Amel Mekić Amar Benikhlef             |
| + 100 kg       | Teddy Riner        | Anis Chedly      | Islam El Shehaby Angel Parra          |

#### Vrouwen
| Onderdeel | Goud                 | Zilver            | Brons                             |
| --------- | -------------------- | ----------------- | --------------------------------- |
| – 48 kg   | Elena Moretti        | Chahnze Mbarki    | Laëtitia Payet Derya Cibir        |
| – 52 kg   | Hajer Barhoumi       | Rosalba Forciniti | Petra Nareks Ana Carrascosa       |
| – 57 kg   | Ioulietta Boukouvala | Barbara Harel     | Leila Latrous Tina Trstenjak      |
| – 63 kg   | Urška Žolnir         | Irène Chevrouil   | Dimitra Androutsu Kahina Saidi    |
| – 70 kg   | Marie Pasquet        | Raša Sraka        | Leire Iglesias Erica Barbieri     |
| – 78 kg   | Lucie Louette        | Houda Miled       | Raquel Prieto Rachida Ouerdane    |
| + 78 kg   | Lucija Polavder      | Larisa Čerić      | Gulsah Kocaturk Nihel Chikhrouhou |

## Medaillespiegel
| Plaats | Land                  | Goud | Zilver | Brons | Totaal |
| 1      | Frankrijk             | 3    | 4      | 1     | 8      |
| 2      | Italië                | 3    | 1      | 4     | 8      |
| 3      | Slovenië              | 3    | 1      | 3     | 7      |
| 4      | Griekenland           | 2    | 0      | 2     | 4      |
| 5      | Tunesië               | 1    | 3      | 1     | 5      |
| 6      | Egypte                | 1    | 2      | 1     | 4      |
| 7      | Servië                | 1    | 0      | 0     | 1      |
| 8      | Bosnië en Herzegovina | 0    | 1      | 1     | 2      |
| 8      | Marokko               | 0    | 1      | 1     | 2      |
| 10     | Monaco                | 0    | 1      | 0     | 1      |
| 11     | Algerije              | 0    | 0      | 5     | 5      |
| 11     | Spanje                | 0    | 0      | 5     | 5      |
| 13     | Turkije               | 0    | 0      | 3     | 3      |
| 14     | Syrië                 | 0    | 0      | 1     | 1      |
| Totaal | Totaal                | 14   | 14     | 28    | 56     |